# Курник (пиріг)
Ку́рник — багатошаровий святковий пиріг, притаманний традиційній російській кухні. Свою назву отримав від курятини — складника, який вважається обов'язковим при його приготуванні. В давнину курник готували лише на великі релігійні чи родинні свята, як от Трійцю, весілля тощо. В сучасній російській кухні цей пиріг готують рідко, що пов'язано з відносною трудомісткістю його виготовлення; за межами Росії курник практично не відомий.

## Складники
Для основи курника використовують виключно пшеничне тісто: у давніших різновидах прісне або дріжджове, у сучасних різновидах крім них можуть застосовуватись також пісочне чи листкове. В одному виробі можна поєднувати тісто двох видів, в цьому випадку більш туге тісто йде на основу, покриття і прикраси пирога, а рідкішим перекладають начинку.
Окрім курятини начинку цього пирога можуть складати каша з вареним яйцем і смаженою цибулею, мочені ягоди, квашена капуста, гриби, варена картопля, тушковані баранина, яловичина або качине м'ясо. З каш спочатку використовували гречану, в сучасних рецептах також застосовують рисову. Справжнім вважають курник, який містить щонайменше дві різні начинки, але чим їх більше, тим смачнішим виходить готовий виріб.

## Приготування

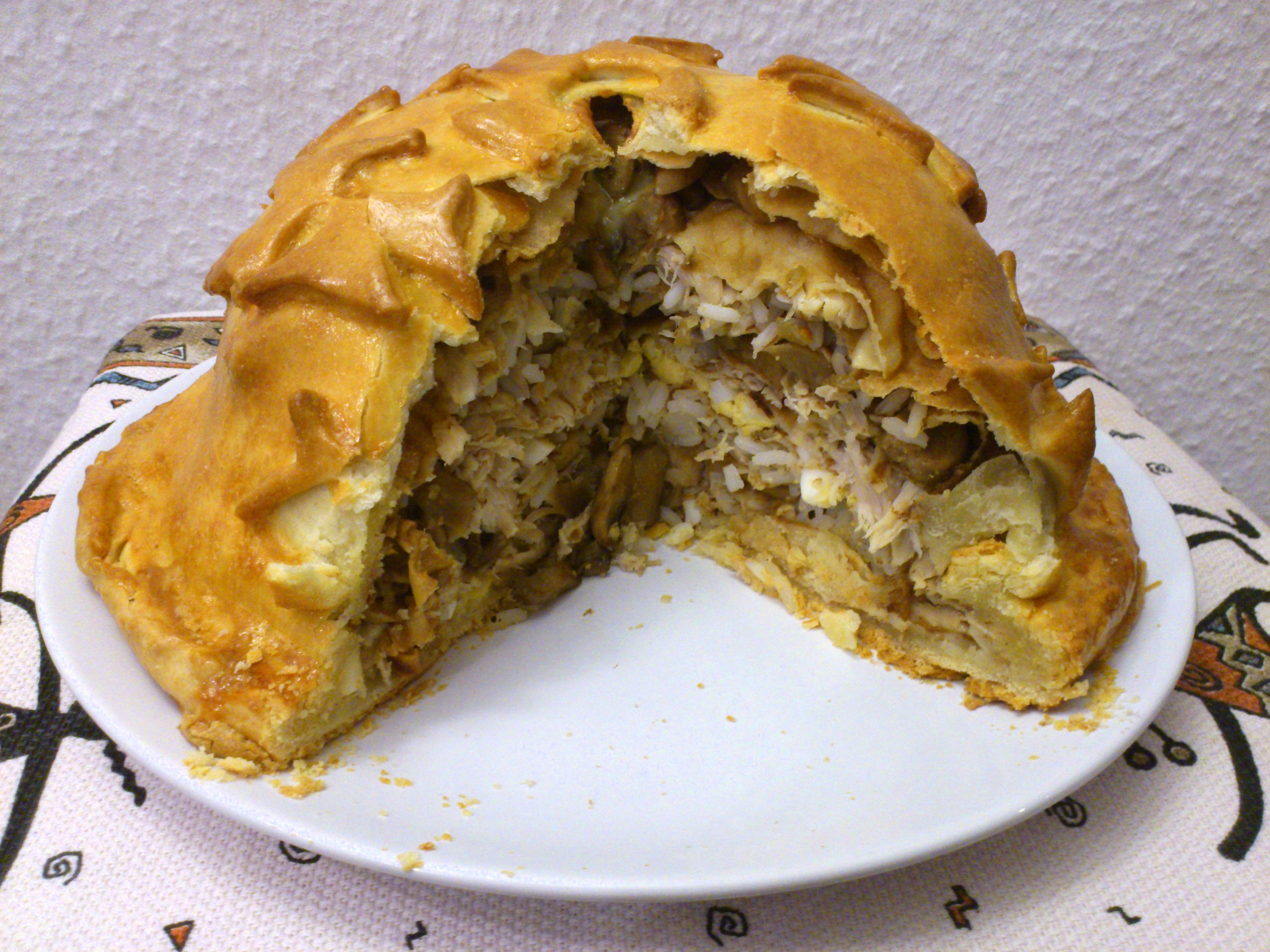
Курник, нарізаний для подачі

Тісто готують відповідно до його типу. Якщо використовують тісто одного виду, то його розподіляють на дві частини й одну з них роблять трохи рідкішою. З рідкішої частини чи різновиду тіста готують налисники на пательні. Тугіше тісто знов розподіляють на дві частини: одна з них має бути трохи більшою. Меншою частиною викладають дно форми, причому традиційно курник роблять круглим.
Зверху на тісто кладуть тонкий шар начинки, вкривають його одним чи кількома налисниками так, щоб вони повністю покривали начинку. Надалі продовжують викладати різні начинки й налисники, останній шар начинки викладають горбиком. Зверху виріб покривають більшою частиною тугого тіста. Воно має повністю покривати начинку, утворюючи півкулю. По боках краї тіста зіщипують з основою пирога. Зверху виріб прикрашають пласкими фігурками з тіста у вигляді квітів, людей, тварин, хрестів; роблять кілька проколів виделкою, щоб виходила пара (або роблять одну велику дірку в центрі). Для утворення рум'яної кірочки курник злегка змащують збитим яйцем. Запікають близько 35–40 хвилин при температурі 180–210 °C в пічці або духовці. Існують рецепти курника, розраховані на приготування в мультиварці.

## Подача
На стіл курник можна подавати теплим або холодним, але обов'язково цілим. За давнім звичаєм весільний курник випікали у двох екземплярах — для нареченого і нареченої, відповідно. Весільний курник прийнято було розламувати навпіл над головами молодят. Якщо з пирога висипались зернятка каші, то чим їх більше, тим багатшим мало бути родинне життя подружжя. За сучасною традицією курник достатньо розрізати в присутності гостей на порційні шматки так, щоб було добре видно його багатошаровість.

## Курник у культурі
Відносна трудомісткість та велика кількість інгредієнтів робили курник малодоступною стравою для селян. Саме тому простий люд готував його лише за урочистої нагоди. Натомість смачний і поживний пиріг був звичайною стравою на столі російського дворянства. Саме через це курник увійшов до тлумачного словника Володимира Даля, згадував його у своїй записній книжці й Микола Гоголь: «Курник — сдобный пирог с курицей. Пирог-рассольник — пирог с курицей, гречневой кашей, в начинку подливается рассол. Яйца рубленые».
Александр Дюма (батько) під час мандрівки Росією у 1858 році скуштував курник в будинку І. І. Панаєва — видавця часопису «Сучасник» (рос. «Современник»). За спогадами жінки Панаєва, французький письменник був у захваті від пирога та, навіть, звелів особистому секретареві записати рецепт цієї страви.